# ملكة جمال الأرض 2007
ملكة جمال الأرض 2007، هي مسابقة ملكة جمال الأرض السابعة في تاريخ مسابقة ملكة جمال الأرض منذ انطلاقتها عام 2001، عقدت مسابقة في 11 نوفمبر 2007 في مسرح جامعة الفلبين، داخل حرم جامعة ديليمان الفلبينية في مدينة كويزون ، الفلبين. زارت المتسابقات أيضا نها ترانج ، فيتنام. شهدت هذا العام تنافس 88 متسابقة على اللقب، مما جعل عام 2007 أكبر نسخة من يتنافس في مندوبات مسابقة ملكة جمال الأرض. استضافت المسابقة اسادا فانيتاكون و بريسيلا ميريليس وجنجر كونيييرو. في نهاية الحدث توجت جيسيكا تريسكو من كندا من قبل ملكة جمال الأرض 2006 ، هيل هيرنانديز من تشيلي.
فازت بوجا تشيتغوبكار من الهند بلقب ملكة جمال الهواء الثانية على التوالي (الوصيفة الأولى). فيما حلت سيلفانا سانتايلا من فنزويلا ملكة جمال الماء (الوصيف الثاني)، وفازت أيضا بجائزتين خاصتين: الأفضل في ملابس السباحة والأفضل في ثوب طويل. احتلت المركز الرابع أنجيلا غوميز من أسبانيا في مسابقة وتوجت بلقب ملكة جمال النار (الوصيف الثالث). حققت بوكانغ مونتجان من جنوب إفريقيا أفضل 16 متسابقة في الدور نصف النهائي وحصلت على جائزة الجمال من أجل قضية. أصبح بوكانغ مونتجان الفائز الثاني بهذه الجائزة، بعد أن فازت
فيدا سمادزاي من أفغانستان بأول بنفس الجائزة في عام 2003.

## النتائج

### المراكز النهائية

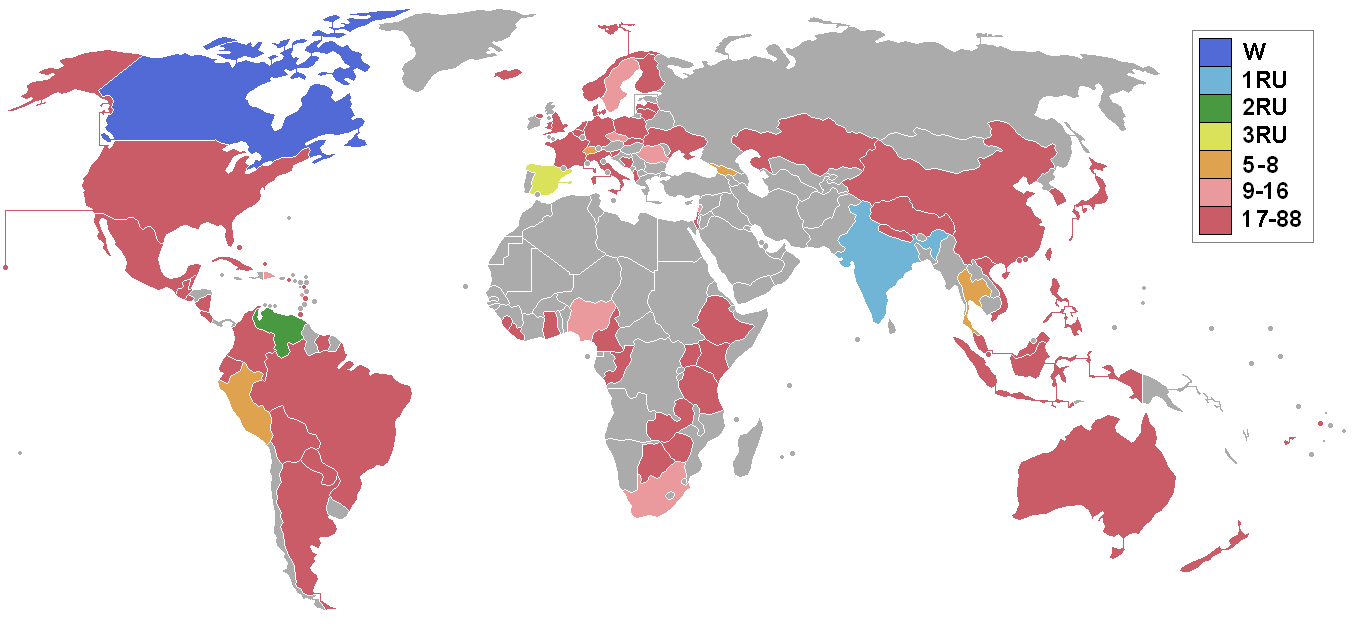
البلدان والأقاليم التي أرسلت المندوبين والنتائج ملكة جمال الأرض 2007

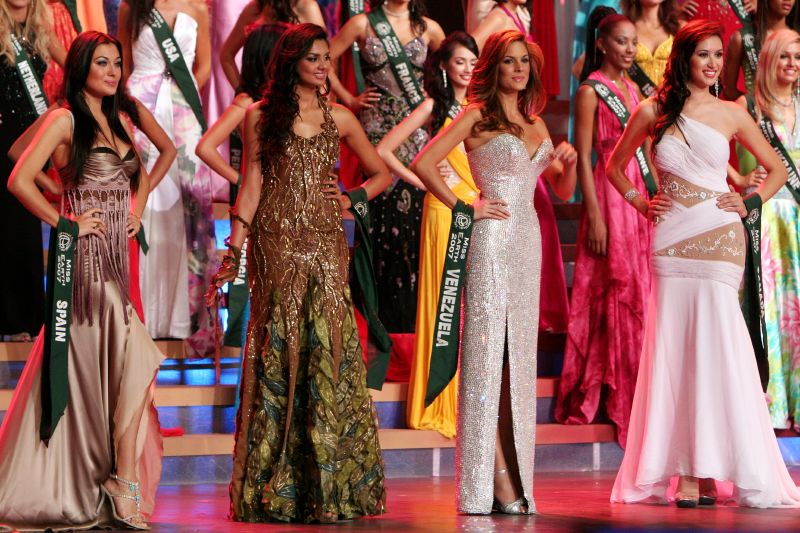
نهائي ملكة جمال الأرض 2007: اسبانيا والهند وفنزويلا وكندا

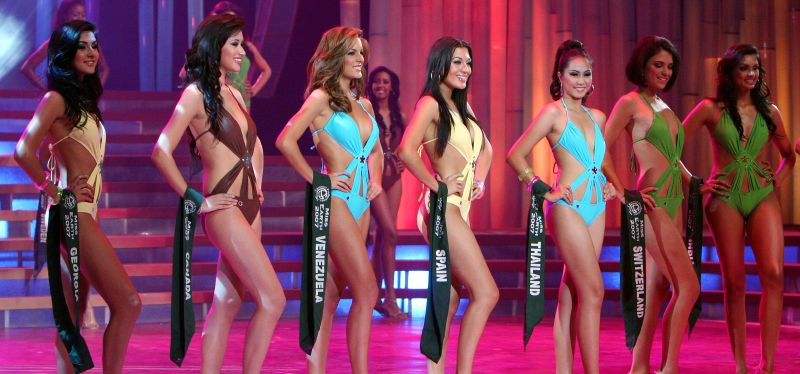
7 من أفضل 8 متسابقين في مسابقة ملكة جمال الأرض لعام 2007: جورجيا وكندا وفنزويلا وإسبانيا وتايلاند وسويسرا والهند

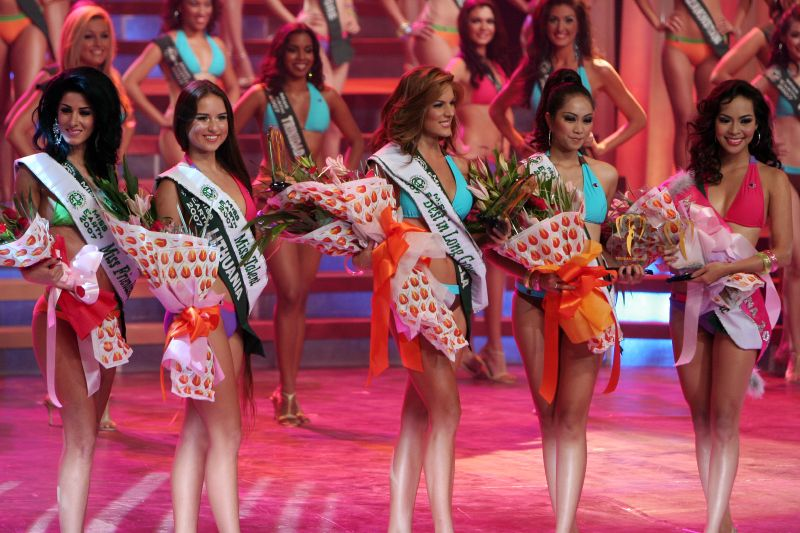
الفائزين بجائزة ملكة جمال الأرض لعام 2007: لبنان (الصداقة) وليتوانيا (المواهب) وفنزويلا (ملابس السباحة واللباس الطويل) وتايلاند (الزي الوطني) والفلبين (التصوير الضوئي)

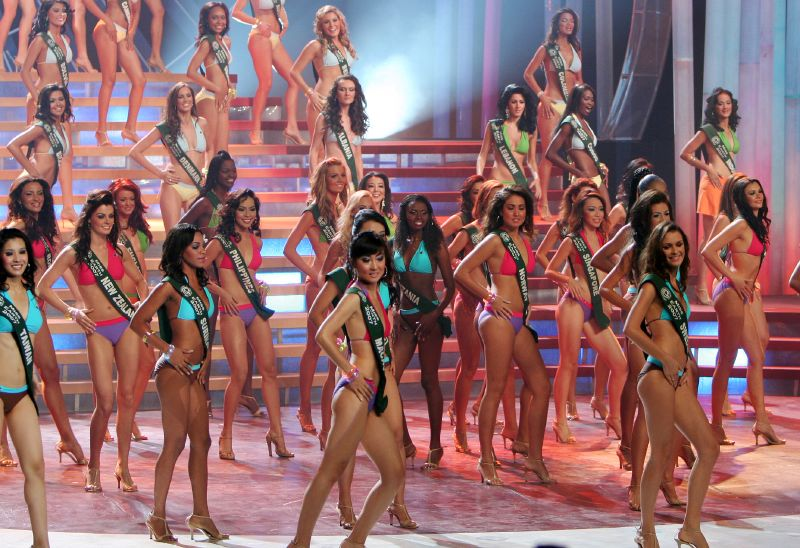
المتنافسين على خشبة المسرح في ملابس السباحة الخاصة

| النتائج النهائية                  | المتنافسة |
| --------------------------------- | --- |
| ملكة جمال الأرض 2007              | - كندا - جيسيكا تريسكو |
| ملكة جمال الهواء (الوصيفة الأولى) | - الهند - بوجا تشيتغوبكار |
| ملكة جمال الماء (الوصيفة الثانية) | - فنزويلا - سيلفانا سانتايلا |
| ملكة جمال النار (الوصيفة الثالثة) | - إسبانيا - أنجيلا غوميز |
| أفضل 8                            | - جورجيا - نانكا ماماساكليسي - بيرو - أوديليا غارسيا - سويسرا - ستيفانيي غوسفايلر - تايلاند - تيرابون سينغ-ايايم |
| أفضل 16                           | - جمهورية التشيك - إيفا شيريشنياكوفا - جمهورية الدومينيكان - ثيميس فابرييل - لبنان - أمل خضير - مارتينيك - إلودي ديلور - نيجيريا - ستايسي غارفي - رومانيا - ألينا غيورغي - جنوب أفريقيا - بوكانغ مونتجان - السويد - إيفانا غاغولا |

## الروابط الخارجية
- موقع ملكة جمال الأرض الرسمي
- مؤسسة ملكة جمال الأرض
- مؤسسة ملكة جمال الأرض أطفال أحب كوكبي